# Exaxxion: bóg wojny
Exaxxion: bóg wojny (jap. 砲神エグザクソン Hōjin Eguzakuson) – manga autorstwa Ken’ichiego Sonody, publikowana na łamach magazynu „Gekkan Afternoon” wydawnictwa Kōdansha od sierpnia 1997 do maja 2004. Polski przekład ukazał się nakładem wydawnictwa Egmont.

## Fabuła
Hōichi Kano, wnuk światowej sławy wynalazcy Hōsuke Kano, jest uczniem liceum Howa w japońskim mieście Musashino. W dziesiątą rocznicę pierwszego kontaktu z Faldianami, rasą obcych, ma odbyć się odsłonięcie windy kosmicznej, zaprojektowanej do transportu orbitalnego między Ziemią a ojczystą planetą Faldian. Jednakże okazuje się, że jest to jedynie podstęp mający na celu przejęcie kontroli nad Ziemią i ustanowienie totalitarnej okupacji, dzięki wykorzystaniu zaawansowanej technologii oraz licznych obcych pracujących planecie. Od teraz Hōichi, przy pomocy swojego dziadka, swojej przyjaciółki Akane oraz Isaki, która niedawno przeniosła się do liceum Howa, musi ich powstrzymać i ocalić Ziemię.

## Publikacja serii
Seria ukazywała się w magazynie „Gekkan Afternoon” wydawnictwa Kōdansha od 25 sierpnia 1997 do 25 maja 2004. Opublikowane rozdziały zostały zebrane w 7 tankōbonach, wydawanych od 23 czerwca 1998 do 23 sierpnia 2004.
W Polsce manga została wydana nakładem wydawnictwa Egmont.
| Nr | Język japoński   | Język japoński         | Język polski  | Język polski           |
| Nr | Data wydania     | ISBN                   | Data wydania  | ISBN                   |
| -- | ---------------- | ---------------------- | ------------- | ---------------------- |
| 1  | 23 czerwca 1998  | ISBN 978-4-06-314180-1 | wrzesień 2002 | ISBN 978-83-237-9600-8 |
| 2  | 23 marca 1999    | ISBN 978-4-06-314201-3 | grudzień 2002 | ISBN 978-83-237-9613-8 |
| 3  | 22 czerwca 2000  | ISBN 978-4-06-314244-0 | marzec 2003   | ISBN 978-83-237-9616-9 |
| 4  | 23 lipca 2001    | ISBN 978-4-06-314269-3 | kwiecień 2003 | ISBN 978-83-237-9686-2 |
| 5  | 23 lipca 2002    | ISBN 978-4-06-314299-0 | grudzień 2004 | ISBN 978-83-237-9149-2 |
| 6  | 22 września 2003 | ISBN 978-4-06-314329-4 | maj 2005      | ISBN 978-83-237-9150-8 |
| 7  | 23 sierpnia 2004 | ISBN 978-4-06-314352-2 | styczeń 2007  | ISBN 978-83-237-2828-3 |